# Kraljevska špica
Kraljevska špica (italijansko Monte Re, nemško Königsberg) je gora v Julijskih Alpah v Videmski pokrajini, visoka 1912 m. Gre za osamljeno vzpetino, ki se dviga med dolino Mrzle vode (Val di Riofreddo) in Rabeljsko dolino v bližini Rablja. Njeno ime je povezano s starodavno rudarsko dejavnostjo, ki je na njenih pobočjih potekala že v rimskih časih.
Dostop do vrha je po precej strmi poti, ki se začne pri starih rudniških poslopjih nad Rabljem.

## Izhodišča
- Rabelj (Trbiž)